# Four-Calendar Café
Four-Calendar Café es el séptimo álbum de estudio del grupo escocés de rock alternativo Cocteau Twins. Fue lanzado el 18 de octubre de 1993 bajo el sello Fontana.

## Lista de canciones
| N.º | Título                             | Duración |  |
| 1.  | «Know Who You Are at Every Age»    | 3:42     |  |
| 2.  | «Evangeline»                       | 4:31     |  |
| 3.  | «Bluebeard»                        | 3:56     |  |
| 4.  | «Theft, and Wandering Around Lost» | 4:30     |  |
| 5.  | «Oil of Angels»                    | 4:38     |  |
| 6.  | «Squeeze-Wax»                      | 3:49     |  |
| 7.  | «My Truth»                         | 4:34     |  |
| 8.  | «Essence»                          | 3:02     |  |
| 9.  | «Summerhead»                       | 3:39     |  |
| 10. | «Pur»                              | 5:02     |  |

- Datos: Q3079975